# Medicus Mundi
Medicus Mundi Internacional (MMI) és una organització no governamental internacional, fundada el 8 de desembre de 1962 per Francesc Abel i Fabre, entre d'altres. L'organització s'ocupa del desenvolupament de la cura mèdica i de la promoció de la salut i dels serveis mèdics als més empobrits, particularment de països en vies de desenvolupament. El MMI és una organització que té relacions oficials amb l'Organització Mundial de la Salut.
És una organització repartida arreu d'Europa, amb diferents organitzacions nacionals. El 1991 fou guardonada amb el Premi Príncep d'Astúries de la Concòrdia juntament amb l'organització Metges Sense Fronteres.